# تاریخ برونئی
تاریخ برونئی مربوط به سکونتگاه‌ها و جوامع واقع در ساحل شمالی جزیره بورنئو است که در بیشتر تاریخ خود تحت تأثیر پادشاهی‌ها و امپراتوری‌های هندوستان بوده‌است. دانشمندان محلی تصور می‌کنند که اسلامی سازی برونئی از قرن پانزدهم و با تشکیل امپراتوری برونئی، تالاسوکراسی که قسمت‌های شمالی بورنئو و جنوب فیلیپین را دربر گرفت، آغاز شد.  در اواخر قرن هفدهم، برونئی پس از آن وارد دوره انحطاط ناشی از جنگ داخلی، دزدی دریایی و گسترش استعمار اروپا شد. بعداً یک جنگ کوتاه با اسپانیا درگرفت که در آن برونئی مانیل را از دست داد و برای مدت کوتاهی پایتخت خود را تخلیه کرد تا اینکه اسپانیایی‌ها عقب‌نشینی کردند. این امپراتوری با ورود قدرتهای غربی مانند اسپانیایی‌ها در فیلیپین و انگلیسی‌ها در لابوآن، ساراواک و بورنئو شمالی بیشتر سرزمین خود را از دست داد. انحطاط امپراتوری برونئی در قرن نوزدهم تسریع شد، زمانی که برونئی قسمت عمده ای از سرزمین خود را به راجهای سفید ساراواک داد، و در نتیجه سرزمین کوچک کنونی آن به دو قسمت تقسیم شد. سلطان هاشم جلیل الام آقام الدین بعداً از انگلیس درخواست کرد که در سال ۱۸۸۸ الحاق بیشتر را متوقف کند. در همان سال، انگلیس «پیمان حفاظت» را امضا کرد و تا سال ۱۹۸۴ برونئی را به عنوان یک کشور تحت حفاظت انگلیس درآورد زمانی که به دلیل کشف نفت استقلال یافت و رونق گرفت.  

## پادشاهی‌های هندو بودایی پیش از اسلام
تاریخچه برونئی قبل از ورود کشتی‌های ماژلان در ۱۵۱۹–۱۵۲۲ م بر اساس گمانه زنی‌ها، تفسیر منابع چینی و افسانه‌های محلی است. مورخان بر این باورند که پیش از سلطنت برونئی امروزی وجود داشته‌است.

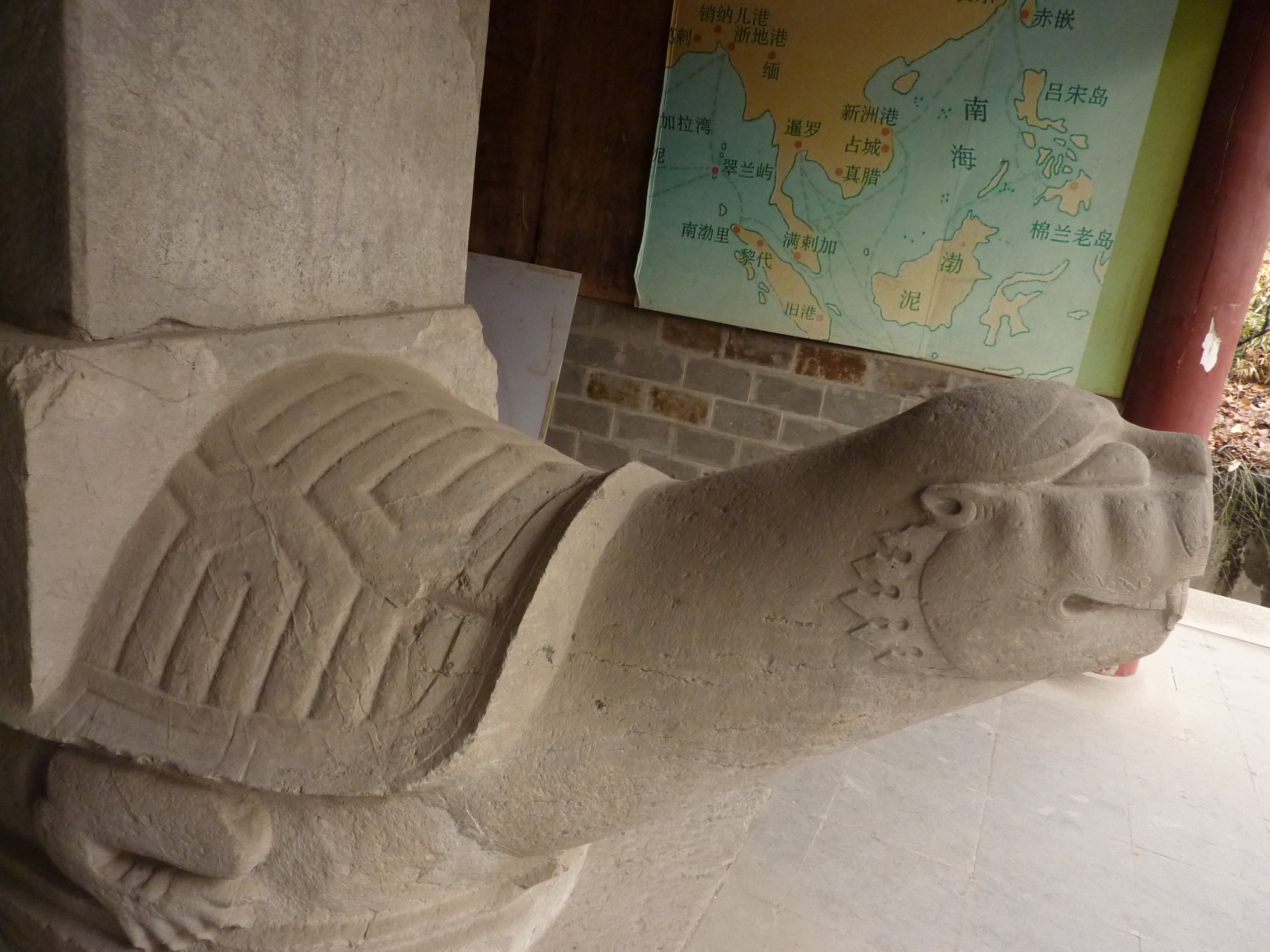
لاک پشت سنگی با یک تخته سنگ به یاد Ma-na-jih-chia-na در نانجینگ.

## سکونت چینی
قسمت عمده ای از سوابق رسمی اوایل برونئی تا زمان ورود پیگافتا براساس افسانه‌ها و فرضیات ساخته شده‌است. گزارش تاریخی - فاقد هرگونه مدرک واقعی - به گونه ای ساخته شده‌است که در حدود سال ۱۳۷۰، ژو یوان ژانگ نمایندگانی را به برونئی و اندونزی اعزام کرد، و برونئی از چینی‌های مینگ ادای احترام کرد، که نشان دهنده نفوذ شدید سلسله مینگ در این کشور بوده‌است.

## امپراتوری برونئی
برونئی در حدود قرن پانزدهم میلادی همزمان با سقوط ملاکا به دست پرتغالی‌ها به رشد قابل توجهی دست یافت و حاکمان آن به اسلام گرویدند. این امپراتوری تا پیش از انحطاطش در قرن هفدهم، در مناطق ساحلی بورنئو و فیلیپین گسترش یافته بود.
در اواخر قرن هفدهم، برونئی وارد دوره افول شد که ناشی از نزاع داخلی بر سر جانشینی، گسترش استعمار قدرت‌های اروپایی و دزدی دریایی بود. این امپراتوری به دلیل ورود قدرت‌های غربی مانند اسپانیایی‌ها به فیلیپین، هلندی‌ها در جنوب بورنئو و انگلیسی‌ها در لابوآن، ساراواک و شمال بورنئو قسمت عمده‌ای از سرزمین خود را از دست داد. تا سال ۱۷۲۵، بسیاری از مسیرهای تأمین برونئی توسط سلطان‌نشین سولو تصرف شده بودند.
در سال ۱۸۸۸، سلطان هاشم جلیل‌العالم اقام‌الدین از انگلیس درخواست کرد تا دست‌درازی‌های بعدی را متوقف کند. انگلیس در همان سال «پیمان حفاظت» را با برونئی امضا کرد و این کشور تا زمان استقلالش در سال ۱۹۸۴، به یک کشور تحت‌الحمایه انگلیس تبدیل شد.

## استعمار بریتانیا
در طول تاریخ تقریباً دور جزیره بونئو متعلق به قلمرو برونئی بود اما در سده نوزدهم سلاطین برونئی بخش کوچکی از قلمرو پیشینشان را زیر حکومت داشتند. بریتانیای کبیر به جایی که به صورت بهشت دزدان دریایی درآمده بود نظم و ترتیب داد و از ۱۸۸۸ تا ۱۹۷۱ این سرزمین را همسود خود کرد.
نفت در سال ۱۹۲۹ کشف شد. در ۱۹۸۴ حکومت سلطان حسن البولکیاه مجدداً برقرار شد. ادعا شده‌است که وی ثروتمندترین مرد جهان است. وی در حال حاضر بزرگ‌ترین کلکسیون اتومبیل دنیا را در اختیار دارد که بسیاری از اتومبیل‌های موجود در آن منحصراً به سفارش وی ساخته شده‌اند.

## نبرد بورنئو
نبرد بورنئو در سال ۱۹۴۵ بخشی از نبردهای جنگ جهانی دوم در اقیانوس آرام بود که هدف از آن، آزادسازی جزیره بورنئو از اشغال ژاپن بود. این نبرد تحت فرماندهی منطقه جنوب غربی اقیانوس آرام قرار داشت که با پیروزی متفقین همراه شد. کشور استرالیا بیشترین نقش را در این پیروزی ایفا کرد.

### منبع اصلی
- The Philippine Islands: Explorations by Early Navigators, Descriptions of the Islands and their People, their History and Records of the Catholics Missions, as related in contemporaneous Books and Manuscripts. Vol. IV-1576-1582. Eds. Emma Helen Blair and James Alexander Robertson. Cleveland: The Arthur H. Clark Company, 1903.